# Regelbau 668

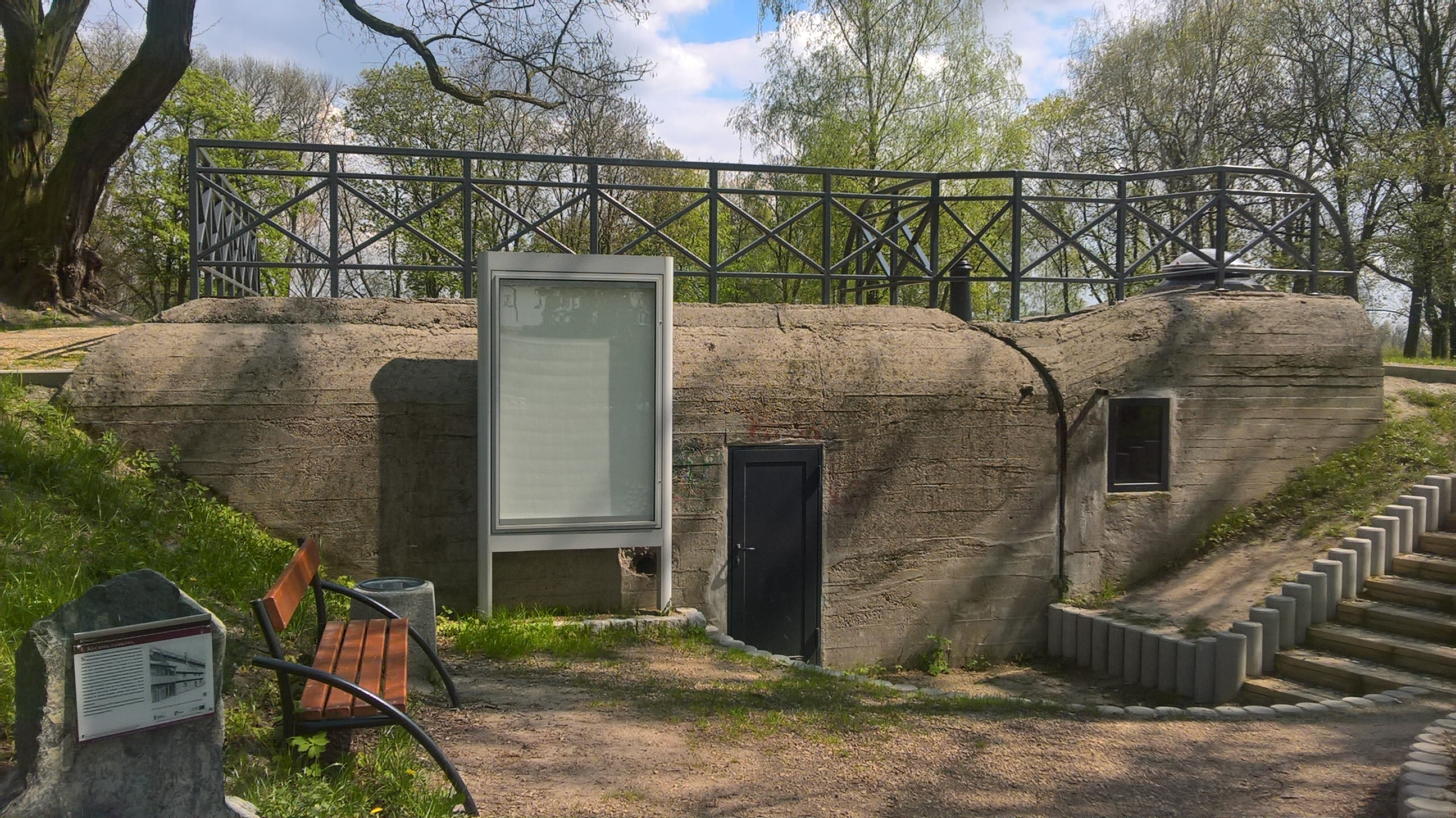
Entrée d'une casemate de type Regelbau 668 à Sieradz.

La casemate de type 668 est une casemate répondant au standard Regelbau. Sa mission était de servir d'abri pour un équipage de 6 hommes.

## Construction
La casemate est enterrée et le toit affleure le niveau du sol.
Les murs font 1,5 m de béton armé. La construction nécessitait l'excavation de 750 m3 de matériaux et la coulée de 210 m3 de béton. 23 t de fer à béton ont également été utilisé pour renforcer la structure.

## Architecture
La casemate fait 7,65 m de long pour 7,65 m de large et 4,40 m.
Elle servait à abriter un équipage de 6 hommes,.
Elle est composée d'un palier d'entrée puis de quelques marches descendantes qui donnent sur le couloir de combat qui fait office d'entrée. Cette porte blindée étanche s'ouvre sur un couloir sas anti-gaz. Perpendiculairement, une nouvelle porte blindée donne sur une petite chambre dans laquelle on trouve un volet de secours (volet blindé donnant sur une issue de secours), un poêle, un périscope, une antenne radio, trois lits superposés par deux couchages. Des tiges métalliques verticales à crochet étaient installés pour supporter trois lits superposés tenus par des chaînes accrochées au plafond. La plafond est en poutrelles métalliques anti bombardement.

### Versions
Il existe une version du blockhaus 668 B1 neu avec un tobrouk.

## Exemplaires
Environ 1530 exemplaires de cette casemate ont été construits, donc 97 au Danemark.
Un exemplaire est présent sur la presqu'île de Crozon. L'association Bunker archéo 56 propose la visite d'une casemate de ce type à Monterblanc,. Un autre est présent à Den Haag aux Pays-Bas, un autre à Sochaczew et un autre à Rudawa.